# أندرو قسطنطين
أندرو قسطنطين (بالإنجليزية: Andrew Constantine)‏ هو موزع بريطاني، ولد في 30 ديسمبر 1961.